# Razz

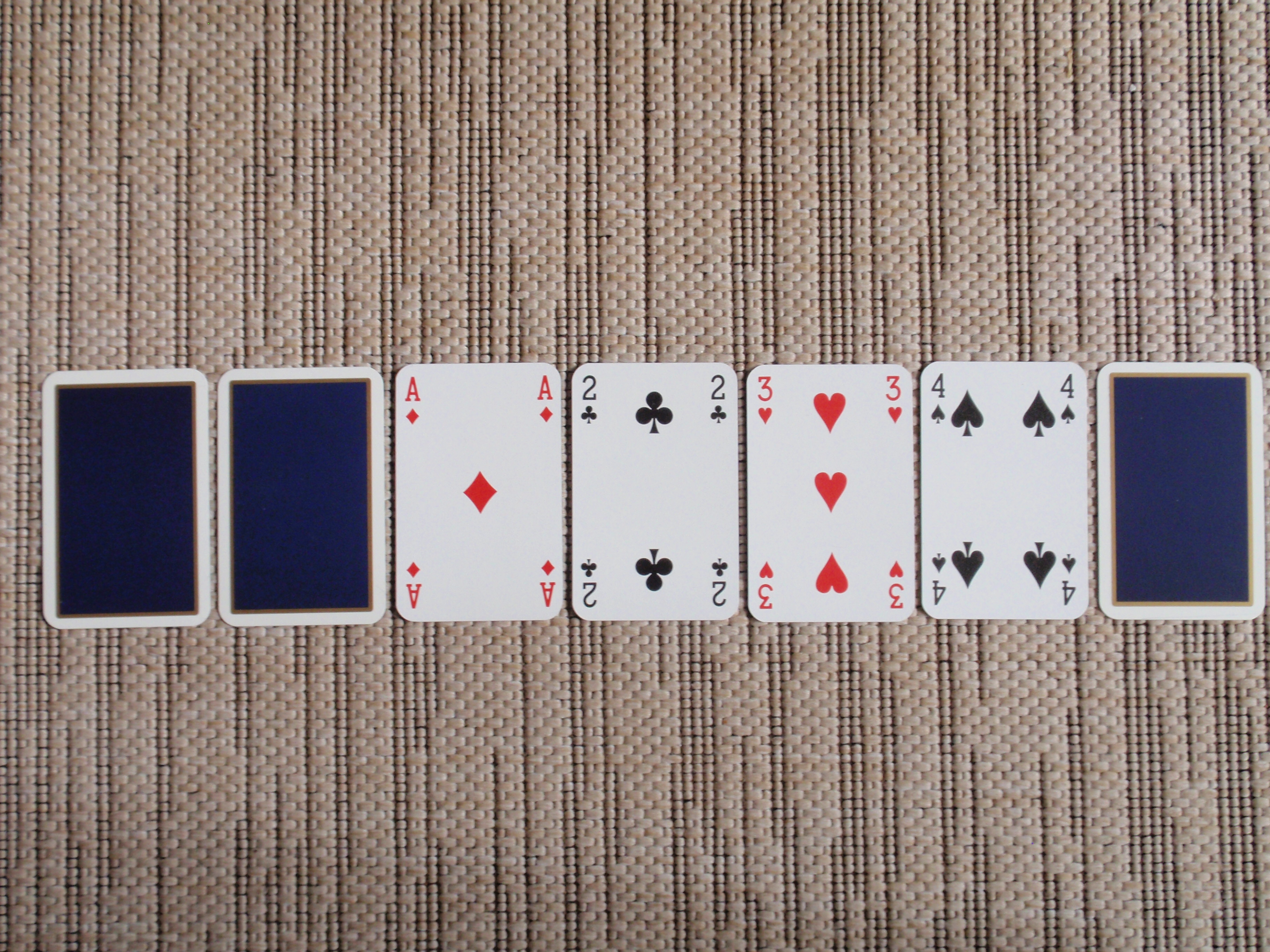
Razz - main avec toutes les cartes distribuées

Le razz est un Stud à sept cartes dans lequel on joue en low ace to five (main basse en français)
- Le déroulement de la partie s'effectue de la même façon que le Stud à sept cartes. Cependant, comme on joue ici pour la main basse, le bring-in est effectué par le joueur ayant la carte la plus haute (en cas d'égalité la couleur les départage ; dans l'ordre décroissant : pique ♠, cœur ♥, carreau ♦, trèfle ♣). Lors du deuxième tour de mise, c'est alors à la main la plus basse de parler en premier. Dans cette variante, les couleurs et quintes ne comptent pas comme des mains hautes. La carte la plus basse étant l'as et la plus haute étant le roi.

- La meilleure main, the wheel (ou « roue ») est A,2,3,4,5. Vient ensuite A,2,3,4,6 etc.

Il est essentiel pour les débutants de comprendre que la comparaison de deux mains se fait en commençant par la carte la plus haute ! Ainsi, 10-4-3-2-As est battue par 8-7-6-4-3.
- Notes :

Le razz est limité à 8 joueurs.
Le nombre de relances maximal sur une street (tour d'enchère) est fixé à 4.
La variance en razz est assez faible.